# Johannes Nucius

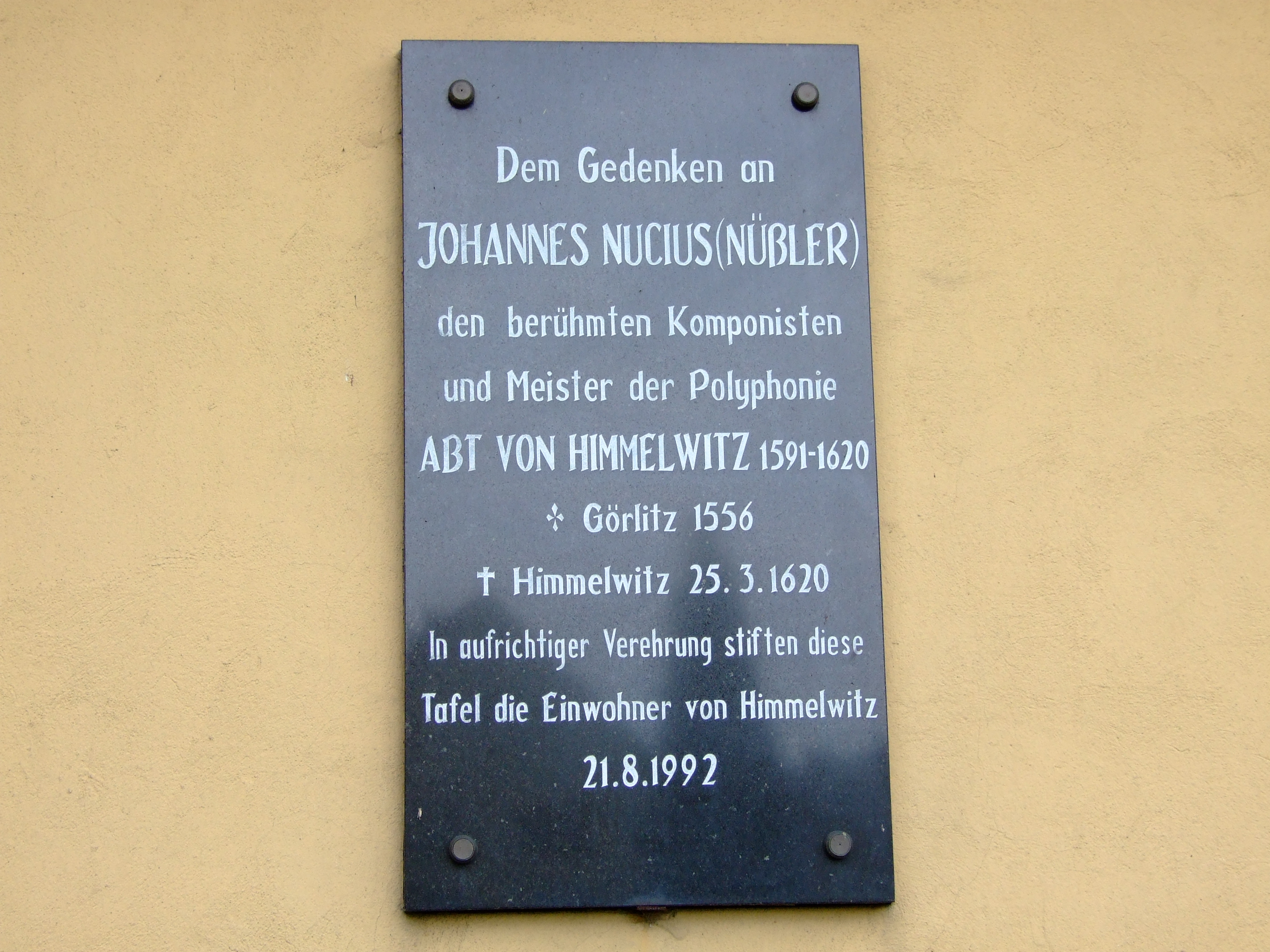
Gedenktafel für Abt Johannes Nucius

Johannes Nucius SOCist, eigentlich Johannes Nüßler, (* 1556 in Görlitz; † 25. März 1620 in Himmelwitz) war ein deutscher Zisterzienser und Abt des Klosters Himmelwitz, außerdem Komponist und Musiktheoretiker.

## Leben und Wirken
Das Geburtsjahr 1556 von Johannes Nucius gilt nicht als absolut gesichert. Alle wichtigen Daten zu seiner Person stammen aus den jeweiligen Vorworten zu seinen gedruckten Werken, wobei sein Geburtsort Görlitz von ihm selbst in der Ausgabe seiner Motetten (1591) angegeben wurde. Das Vorwort zu seiner Schrift Musices poeticae vom Dezember 1612 enthält die Angabe, er habe sich seit 42 Jahren mit Musik beschäftigt, woraus sich aber kein sicheres Geburtsjahr ergibt. Das in der allgemeinen Literatur immer wieder genannte Jahr 1556 ist, streng genommen, eine Vermutung. Nach eigener Aussage war er am Görlitzer Gymnasium Augustum ein Schüler von Johann Winckler aus Mittweida, der in Görlitz von 1573 bis 1582 wirkte. Noch 40 Jahre später lobte der Komponist Wincklers Unterricht, der ihm, wie er im Vorwort ausführte, die Grundlagen zu seiner Musices poeticae gab. Aus den guten Latein-Kenntnissen ergibt sich auch eine fundierte humanistische Bildung des Komponisten. Um das Jahr 1586 trat Nucius in die Zisterzienserabtei Rauden in Oberschlesien ein, was auf ein späteres Geburtsjahr hindeutet, denn es war für damals eher ungewöhnlich, dass ein Novize erst mit 30 Jahren in ein Kloster eintritt. Wenig später wurde er zum Diakon geweiht. 
Schon im Jahr 1591 wurde er zum Abt von Himmelwitz gewählt, eine kleinere Tochtergründung des Klosters Rauden. Im Jahr 1598 delegierte er viele seiner administrativen Aufgaben an eine seiner Prioren, um mehr Zeit für das Komponieren und Schreiben zu gewinnen. In dieser Zeit schrieb er sein zweites Motettenbuch, dem Leubusser Abt Matthäus Rudolph gewidmet, welches zusammen mit der zweiten Auflage seines ersten Motettenbuchs im Jahr 1609 bei Nicolaus Sartorius (1605–1670) in Liegnitz erschien. Die in dieser Zeit ebenfalls entstandenen Messen sind nicht erhalten geblieben, nachdem sie nicht gedruckt wurden. Die für die Kompositionslehre des 17. Jahrhunderts bedeutsame Abhandlung Musices poeticae kam 1613 zur Veröffentlichung. Bei einem Brand des Klosters am 22. Juni 1617 ist neben der Kirche und mehr als der Hälfte der Gebäude auch der gesamte Notenbestand vernichtet worden, darunter ein Teil von Nucius’ Werken, auch der zweite Teil des Manuskripts der erwähnten Abhandlung. Eine Folge des Brandes war auch, dass Nucius in seinen beiden letzten Lebensjahren in hohem Maße damit beschäftigt war, den Wiederaufbau von Kirche und Kloster zu leiten.
Johannes Nucius starb schwer krank und erblindet am 25. März 1620 in Himmelwitz und wurde in der von ihm erbauten Abteikirche beigesetzt. In seinem Sterbeort erinnert eine Gedenktafel am ihn.

## Bedeutung
Der Hauptteil der überlieferten Kompositionen von Johannes Nucius befindet sich in den beiden gedruckten Ausgaben von 1591 und 1609 mit insgesamt 102 Motetten, davon 97 mit lateinischem Text und fünf mit deutschem. Die Motette und Parodiemesse Cara Theodorum und die Motette Altera dos Thalami haben einen direkten Bezug zu dem Neisser Schulmann Georg Wolff (verstorben 1609). Der Stil der Motetten entspricht noch ganz dem Stil, der in der 2. Hälfte des 16. Jahrhunderts verbreitet war. Hierbei gibt es, trotz des Abstands von 18 Jahren, kaum Unterschiede im Stil zwischen dem ersten und zweiten Motettenbuch. Das zweite Buch enthält ein Widmungsgedicht, in dem Nucius auf ehrenvolle Weise mit Jacobus Clemens non Papa, Giovanni Pierluigi da Palestrina und Orlando di Lasso verglichen wird. Die meisten Motetten basieren nicht auf einem Cantus firmus, nur im ersten Buch kommt dies gelegentlich vor. Die Motetten basieren hauptsächlich auf liturgischen Texten. Der Komponist wandte hier in allen Varianten und in reicher Fülle die in seiner genannten theoretischen Schrift behandelten musikalischen Figuren an. Nucius lebte in einer Übergangszeit zwischen Renaissance und Barock, wobei im 17. Jahrhundert das dramatische und expressive Potential der Musik im Verhältnis zu den Texten an oberste Stelle tritt, eine Entwicklung, die der Komponist sowohl in seiner Musik als auch in seiner Abhandlung berücksichtigte.
Von herausragender Bedeutung ist Nucius’ Musices poeticae für den Rhetorikbezug der musikalischen Figurenlehre. Er war der Erste, der die Figuren in figurae principales und figures minus principales einteilte. Diese Klassifizierung wurde später von Joachim Thuringus (17. Jahrhundert), Athanasius Kircher und Thomas Balthasar Janowka (1669–1741) übernommen und war damit maßgebend für die Weiterentwicklung der Figurenlehre. Ähnlich wie Joachim Burmeister betrachtet Nucius die Figuren als Schmuck einer Komposition. Im Anschluss an die genannte Haupteinteilung der Figuren beschreibt Nucius Beispiele für „Reizwörter“, die er in drei Kategorien einteilt, und die musikalisch „ausgedrückt“ und „nachgemacht“ werden sollen (sunt experimenda & pingenda). Nucius ist neben Burmeister einer der Schöpfer der Parallelisierung von rhetorischen Figuren und satztechnischen Sachverhalten, welche unter dem Begriff der musikalischen Figurenlehre wirksam wurde. Thuringus, der bis zu Johann Gottfried Walther eine wichtige Mittlerrolle spielte, verwendet in seinem Opusculum bipartitum (Berlin 1624) sehr weitgehend die Formulierungen von Johannes Nucius, ohne ihn direkt zu nennen.

## Werke
- Kompositionen
  - Modulationes sacrae, Sammlung fünf- und sechsstimmiger geistlicher lateinischer Gesänge, erschienen bei Nigri (Prag 1591, 2. Auflage Liegnitz 1609)
  - Cantionem sacrarum diversarum vocum zu fünf bis acht Stimmen, Sammlung in zwei Büchern, erschienen bei Sartorius (Liegnitz 1609)
  - Missa „Cara Theodorum“ zu fünf Stimmen
  - Missa „Vestiva i colli“ zu fünf Stimmen
  - Hymnus „Fit porta Christi“ zu vier Stimmen (verschollen)
- Schrift
  - Musices poeticae, sive de compositione cantus praeceptiones, theoretisches Werk zur musikalischen Figurenlehre, erschienen bei Scharfenberg (Neiße 1613)